# Sauce Lyonnaise
Sauce Lyonnaise (auch Lyoner Soße) ist eine Ableitung der Béchamelsauce, die mit feingehackten Zwiebeln hergestellt wird. Der Name leitet sich von der französischen Stadt Lyon ab. Sie wird beispielsweise zu Boeuf Mironton verwendet. 

## Zubereitung und Varianten
Zwiebelstückchen werden in Butter weich und gelblich gedünstet, dann mit Weißwein und Essig zu gleichen Teilen abgelöscht und reduziert. Mit einer Demiglace wird aufgefüllt und durchgekocht. Nach Belieben kann die Lyoner Soße passiert und mit Tomatenpüree ergänzt werden. Alternativ können die Zwiebelstückchen mit Mehl eingestäubt und goldgelb angeschwitzt werden. Aufgegossen werden kann die Soße auch mit Bratensaft oder Fleischbrühe.  Auch die Zugabe von Knoblauch und Kräutern ist üblich.